# Dragutin Gorjanović-Kramberger
Dragutin Gorjanović-Kramberger, hrvaški geolog, arheolog, paleontolog, paleozoolog in profesor na Univerzi v Zagrebu, * 25. oktober 1865, Zagreb, † 24. december 1936, Zagreb.

## Življenje in delo
V rojstnem kraju je končal ljudsko šolo in štiri razrede realke. Po dvoletnem študiju na zagrebškem učiteljišču je v Zürichu nadaljeval s študijem paleontologije. Kmalu pa se je preselil v München, kjer je bil njegov profesor Karl Zittel, svetovno priznani strokovnjak na področju anatomije in paleontologije. Doktoriral je leta 1879 v Tübingenu z disertacijo o fosilnih ribah v Tübingenu. Leta 1890 se je vrnil v Zagreb, kjer se je zaposlil v Narodnem muzeju.
Gorjanović je od leta 1899 do 1905 na lokaciji Hušnjakovo nad Krapino vodil izkopavanja in v jami odkril nahajališče neandertalcev. V povezavi z odkritjem okoli 900 fosilnih ostankov kosti diluvialnega človeka, ostankov kamenodobnega kamnitega orodja ter fosilnih ostankov jamskih medvedov, volkov, losov, jelenov, divjega goveda in drugih živali je razvil obširno znanstveno delo, ki ga je objavil v 52 člankih in monografijah ter z njimi zbudil zanimanje tudi po svetu. Njegovo najpomembnejše delo je knjiga Diluvialni človek iz Krapine na Hrvaškem. Postavil je tezo o nepretrganem razvoju neandertalca do mislečega človeka.
Uveljavil se je tudi kot organizator geoloških raziskovanj in kartiranja hrvaških krajev. Na njegovo pobudo je bil leta 1922 ustanovljen Geološki zavod Zagreb, Gorjanović pa je postal njegov prvi direktor. Že naslednje leto je vodstvo zavoda prepustil Ferdu Kochu, sam pa se je popolnoma posvetil znanstvenemu delu. Njegova bibliografija obsega več kot 100 zapisov.

## Izbrana bibliografija
- Fosilni proboscidi Hrvatske i Slavonije (COBISS)
- Fosilni rinocerotidi Hrvatske i Slavonije, s osobitom obzirom na Rhinoceros Mercki iz Krapine  (COBISS)
- Fosilne ribe Komena, Mrzleka, Hvara i M. Libanona uz dodatak o oligocenskim ribama Tüffera, Zagora i Trifalja (COBISS)  5135616
- Diluvialni človek iz Krapine na Hrvaškem (Der Diluviale Mench von Krapina in Kroatien,